# Knorttjärnen
Knorttjärnen är en sjö i Nordmalings kommun i Ångermanland och ingår i Öreälvens huvudavrinningsområde. Knorttjärnen ligger i Öreälven Natura 2000-område.